# Liste der Stolpersteine in Eisenberg (Thüringen)
In der Liste der Stolpersteine in Eisenberg (Thüringen) werden die vorhandenen Gedenksteine aufgeführt, die im Rahmen des Projektes Stolpersteine des Künstlers Gunter Demnig bisher in Eisenberg verlegt worden sind.

## Verlegte Stolpersteine
| Adresse                   | Name          | Inschrift                                                                                      | Verlegedatum  | Bild                                     | Anmerkung                                  |
| ------------------------- | ------------- | ---------------------------------------------------------------------------------------------- | ------------- | ---------------------------------------- | ------------------------------------------ |
| Burgstraße 13 (Standort)  | Alma Rothholz | Hier wohnte Alma Rothholz geb. Hesse Jg. 1869 gedemütigt/entrechtet Flucht in den Tod 6.9.1942 | 19. Juni 2015 | Eisenberg-Stolperstein-Alma-Rothholz-CTH |                                            |
| Großer Brühl 1 (Standort) | Albert May    | Hier wohnte Albert May Jg. 1875 deportiert 1942 Belzyce ermordet                               | 5. Aug. 2014  | Stolperstein Albert May                  | geboren am 18. Oktober 1875 in Trier       |
| Großer Brühl 1 (Standort) | Emma May      | Hier wohnte Emma May geb. Blumenthal Jg. 1883 deportiert 1942 Belzyce ermordet                 | 5. Aug. 2014  | Stolperstein Emma May                    | geboren am 13. August 1883 in Topolinken   |
| Großer Brühl 1 (Standort) | Margarete May | Hier wohnte Margarete May Jg. 1909 deportiert 1942 Belzyce ermordet                            | 5. Aug. 2014  | Stolperstein Margarete May               | geboren am 13. November 1909 in Arnstadt   |
| Großer Brühl 1 (Standort) | Manfred May   | Hier wohnte Manfred May Jg. 1933 deportiert 1942 Belzyce ermordet                              | 5. Aug. 2014  | Stolperstein Manfred May                 | geboren am 30. September 1933 in Eisenberg |